# Arvid Lindberg
Arvid Lindberg (18 ottobre 1902 – 8 marzo 1958) è stato un calciatore norvegese, di ruolo centrocampista.

## Carriera

### Club
Lindberg giocò con la maglia del Moss.

### Nazionale
Conta 7 presenze per la Norvegia. Esordì il 15 giugno 1924, nella sconfitta per 0-2 contro la Germania.